# Parc national de la Mauricie
Le parc national de la Mauricie est un parc national du Canada de 536 km2 situé dans la région de la Mauricie au Québec. Sa mission est de protéger un échantillon représentatif du bouclier canadien. Niché dans la chaîne de montagnes des Laurentides, il fait partie du réseau des parcs et des lieux historiques de Parcs Canada, lequel a célébré en 2011 son 100e anniversaire en tant que premier réseau officiel de parcs nationaux dans le monde.
Le parc national de la Mauricie offre plusieurs activités récréatives. La pêche sportive, la randonnée pédestre, le cyclisme, le canot, le kayak, la baignade, les sentiers d'interprétation, le ski de fond, la raquette à neige, le camping, tant d'été que d'hiver, le canot-camping, la longue randonnée en autonomie complète sont tant d'activités qui sont offertes dans ce parc. Il offre 160 km de sentiers de randonnée pédestre, tous accessibles de la route promenade qui traverse le parc de part en part.

## Toponymie
Le toponyme « Mauricie » a été utilisé la première fois en 1933 par Mgr Albert Tessier pour désigner une région administrative du gouvernement du Québec, dont la vallée du Saint-Maurice est la principale caractéristique. Quant au Saint-Maurice, il a été nommé en l'honneur de Maurice Poulin de La Fontaine dont un fief innommé a été concédé à sa femme en 1676 près de l'embouchure de la rivière. Ce fief fut reconnu en 1723 sous le nom de Saint-Maurice et le nom de la rivière, qui se dénommait précédemment « rivière des Trois Rivières » fut remplacé par le toponyme actuel vers le milieu du XVIIIe siècle. La rivière est aussi connue en Attikameks sous le nom de Tapiskwan Sipi (« rivière de l'enfilée d'aiguille »). Les Algonquins la connaissent sous le nom de Metaberoutin (« Décharge des vents ») et les Abénaquis sous le nom de Madôbaladenitekw (« Rivière qui finit »).

## Géographie

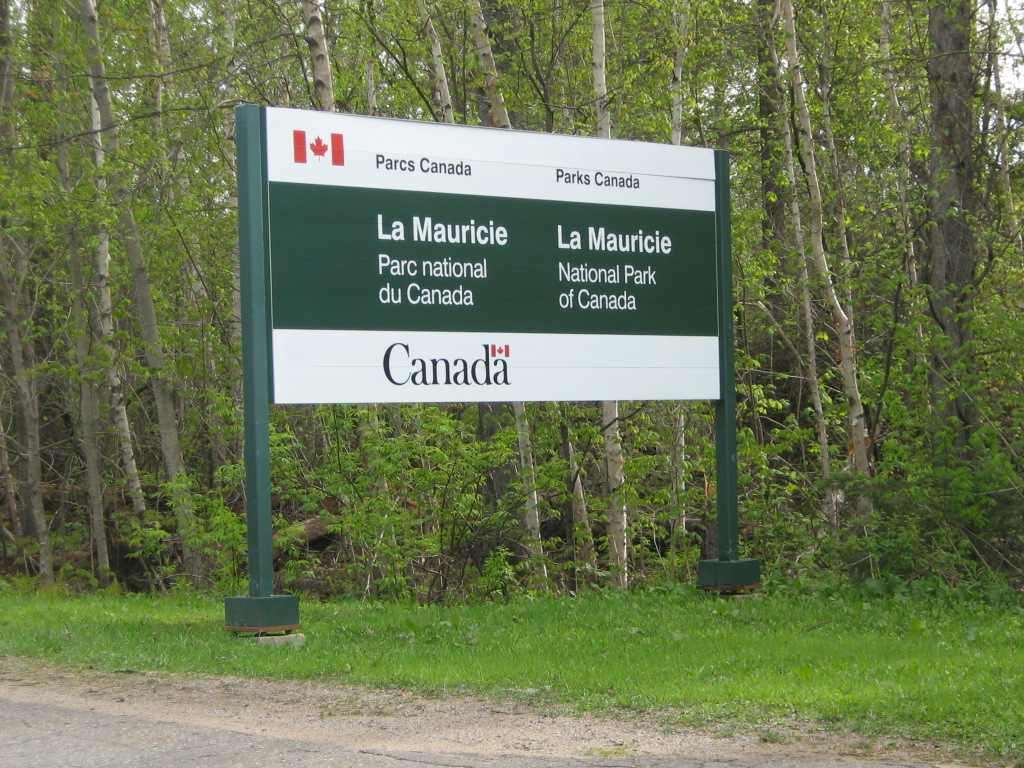
Un des portails d'entrée du parc.

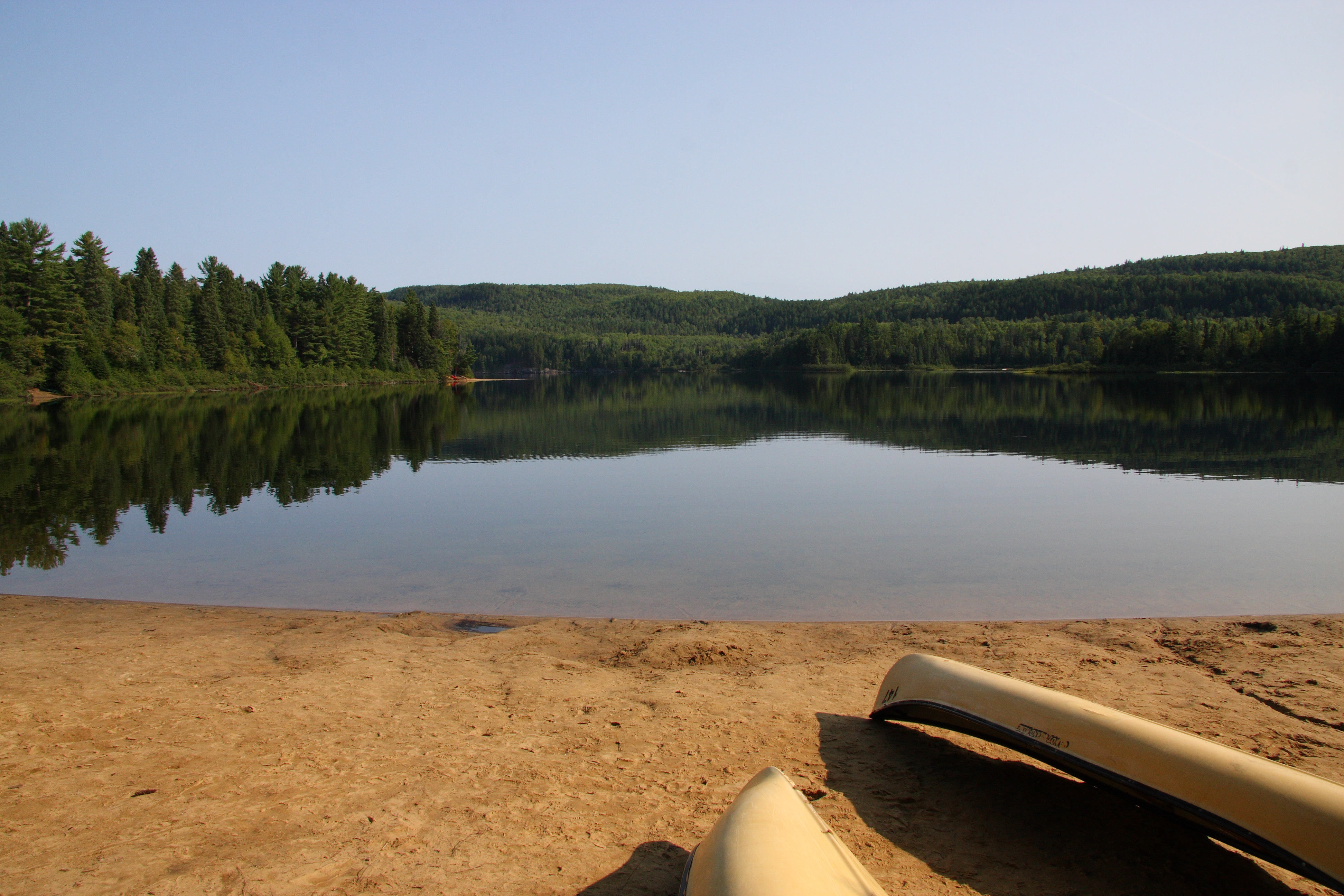
Plage du camping E, parc national de la Mauricie.

Le parc national de la Mauricie est situé dans la province de Québec, au Canada, à environ 15 km au nord de Shawinigan et à environ 45 km au nord de la ville de Trois-Rivières. Il est bordé par la rivière Saint-Maurice à l'est et par la Matawin au Nord. Il est accessible par les villages de Saint-Jean-des-Piles et de Saint-Mathieu-du-Parc. Un accès secondaire est aussi possible par Saint-Gérard-des-Laurentides. Le territoire du parc ne s'étend que sur trois municipalités, soit Shawinigan, Saint-Mathieu-du-Parc et Saint-Roch-de-Mékinac.
Il est bordé à l'ouest par la réserve faunique Mastigouche et au nord par la zec du Chapeau-de-Paille ainsi que par la réserve faunique du Saint-Maurice.

### Géologie
Le parc est situé au Québec, au sud du Bouclier canadien, le parc fait partie de la province de Grenville, la plus récente des sept provinces géologiques qui forment l'ensemble du Bouclier canadien d'âge précambrien. Le parc est en lui-même une partie d'un plateau légèrement incliné d'est en ouest allant de 150 m près du Saint-Maurice à près de 500 m à l'intérieur des terres. Ce plateau de roches métamorphiques âgées de 955 millions d'années est parsemé de vallées et de failles. Les vallées les plus basses sont envahies par des dépôts récents datant du retrait des glaciers de la glaciation du Wisconsin.

### Hydrographie
On retrouve environ 150 lacs dans le territoire du parc national. La taille des lacs est très variable allant de petits lacs à tourbières situés en altitude et ayant une eau acide aux lacs plus grands des vallées qui ont une eau claire. La totalité des lacs et des cours d'eau s'écoule dans le Saint-Maurice par les rivières à la Pêche, Matawin et Shawinigan.

### Climat
Le Parc national de la Mauricie présente un climat continental humide sans saison sèche, classé comme tempéré. Les précipitations y sont beaucoup plus importantes en été qu'en hiver. La température moyenne annuelle est de 5,8°C, avec des précipitations totalisant en moyenne 844,3 mm. Selon la température, le meilleur moment pour visiter ou faire du camping au parc national de la Mauricie sont juin, juillet et août.
| Mois                              | jan.  | fév.  | mars | avril | mai  | juin  | jui.  | août | sep. | oct. | nov. | déc.  | année   |
| --------------------------------- | ----- | ----- | ---- | ----- | ---- | ----- | ----- | ---- | ---- | ---- | ---- | ----- | ------- |
| Température minimale moyenne (°C) | −18,3 | −16   | −9,2 | −0,9  | 5,8  | 11,3  | 14,1  | 13   | 8    | 2,5  | −4   | −13,1 | −0,6    |
| Température moyenne (°C)          | −13,2 | −10,6 | −4   | 4,2   | 12   | 17,1  | 19,6  | 18,3 | 12,9 | 6,8  | −0,4 | −8,7  | 4,5     |
| Température maximale moyenne (°C) | −8    | −5,2  | 1,1  | 9,3   | 18,1 | 22,8  | 25,1  | 23,6 | 17,8 | 11,1 | 3,1  | −4,3  | 9,6     |
| Précipitations (mm)               | 78,9  | 60,1  | 73,5 | 81,1  | 97,6 | 101,6 | 107,6 | 103  | 99,3 | 92,5 | 82,5 | 91    | 1 068,6 |
| dont neige (cm)                   | 61,1  | 45,2  | 39   | 13,4  | 0,5  | 0     | 0     | 0    | 0    | 0,6  | 24   | 65,4  | 249,1   |

## Patrimoine naturel

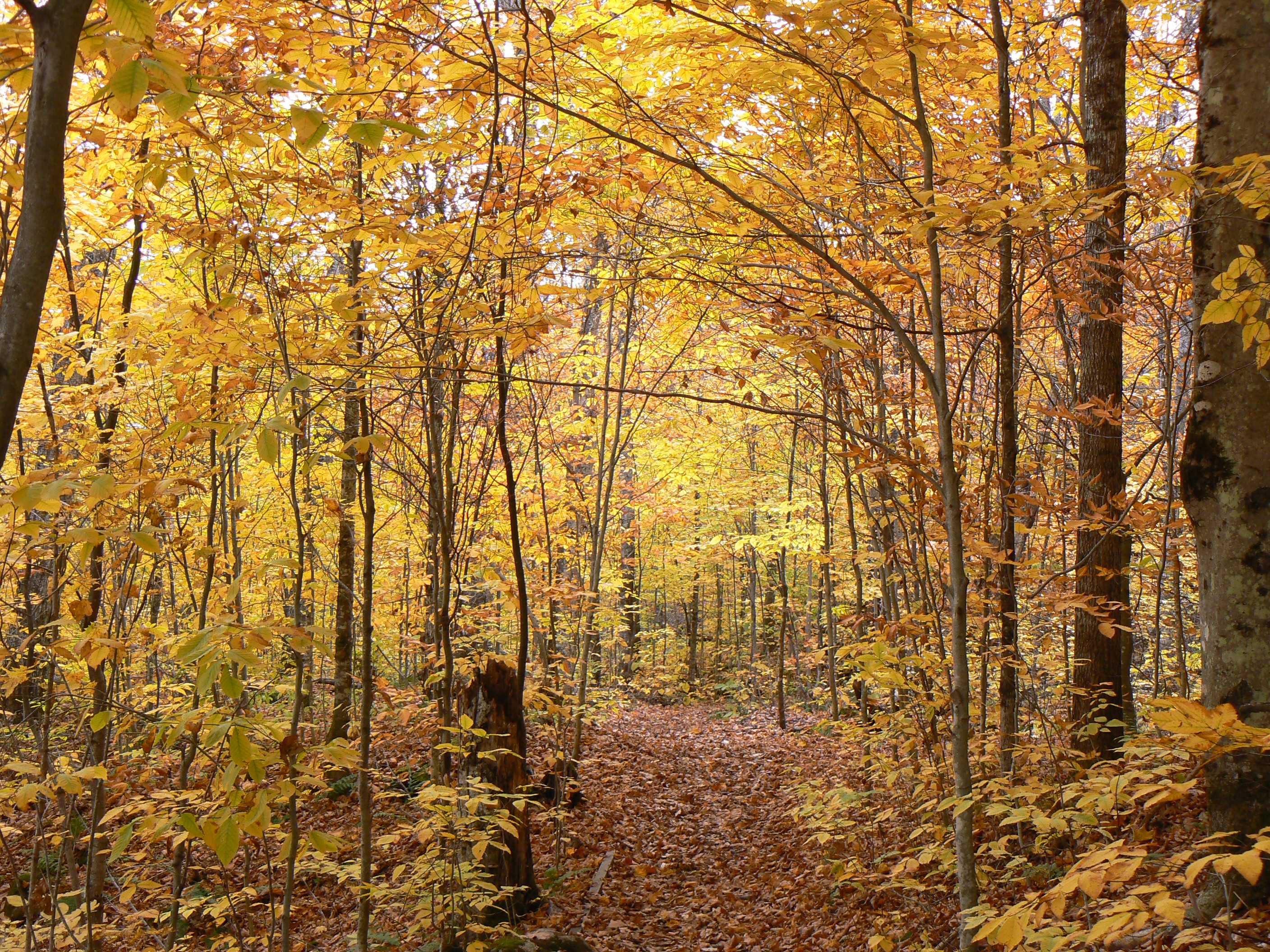
Flore automnale dans le sentier du lac Gabet.

Le parc national de la Mauricie est situé dans la région écologique de niveau I de la commission de coopération environnementale des Forêts septentrionales. Il est aussi entièrement compris dans la région écologique de niveau II de la forêt mixte du bouclier et la région écologique de niveau III des Laurentides méridionales.
Au niveau canadien, le parc national est situé dans l'écorégion des Laurentides méridionales, elle-même située dans l'écoprovince du bouclier boréal méridional et l'écozone du bouclier boréal.

### Flore
Le parc contient plus de 440 espèces de plantes vasculaires, 68 espèces de lichens et plus de 85 espèces de mousses. Le parc possède aussi 27 espèces de plantes rares ou présentant un intérêt particulier.
La forêt recouvre 93 % du territoire. Elle est située à la limite nord des forêts feuillues du Québec. On y trouve 30 espèces d'arbres différents. Le parc fait partie du domaine de l'érablière à bouleau jaune (Acer saccharum et Betula alleghaniensis) qui occupe les versants éclairés et les sols bien drainés. Les sapins baumiers (Abies balsamea), les pins (Pinus sp.) et les épinettes (Picea sp.) occupent les escarpements rocheux et les terres humides. On y retrouve une espèce en péril, le noyer cendré (Juglans cinerea).

### Faune

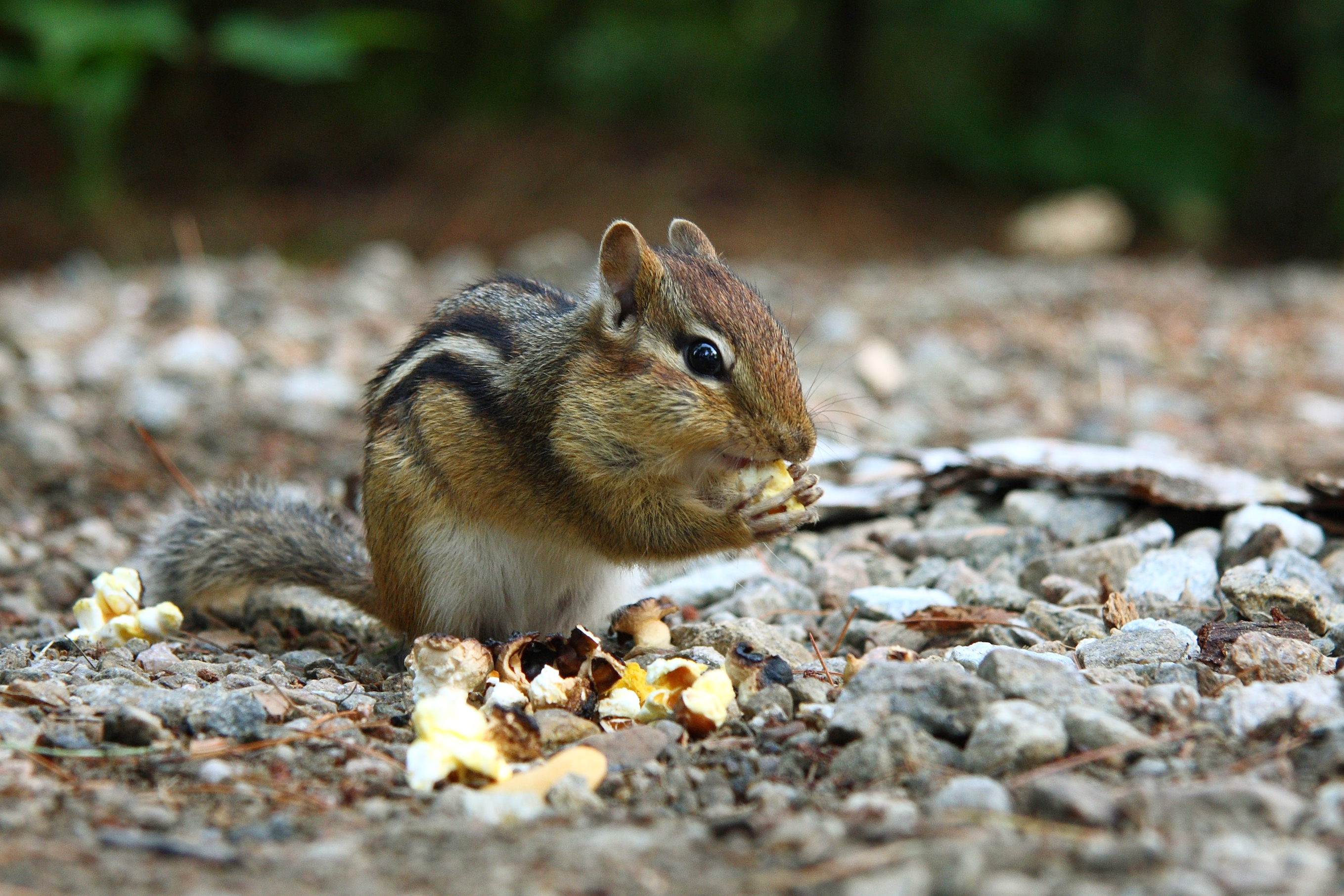
Un tamia rayé (Tamias striatus).

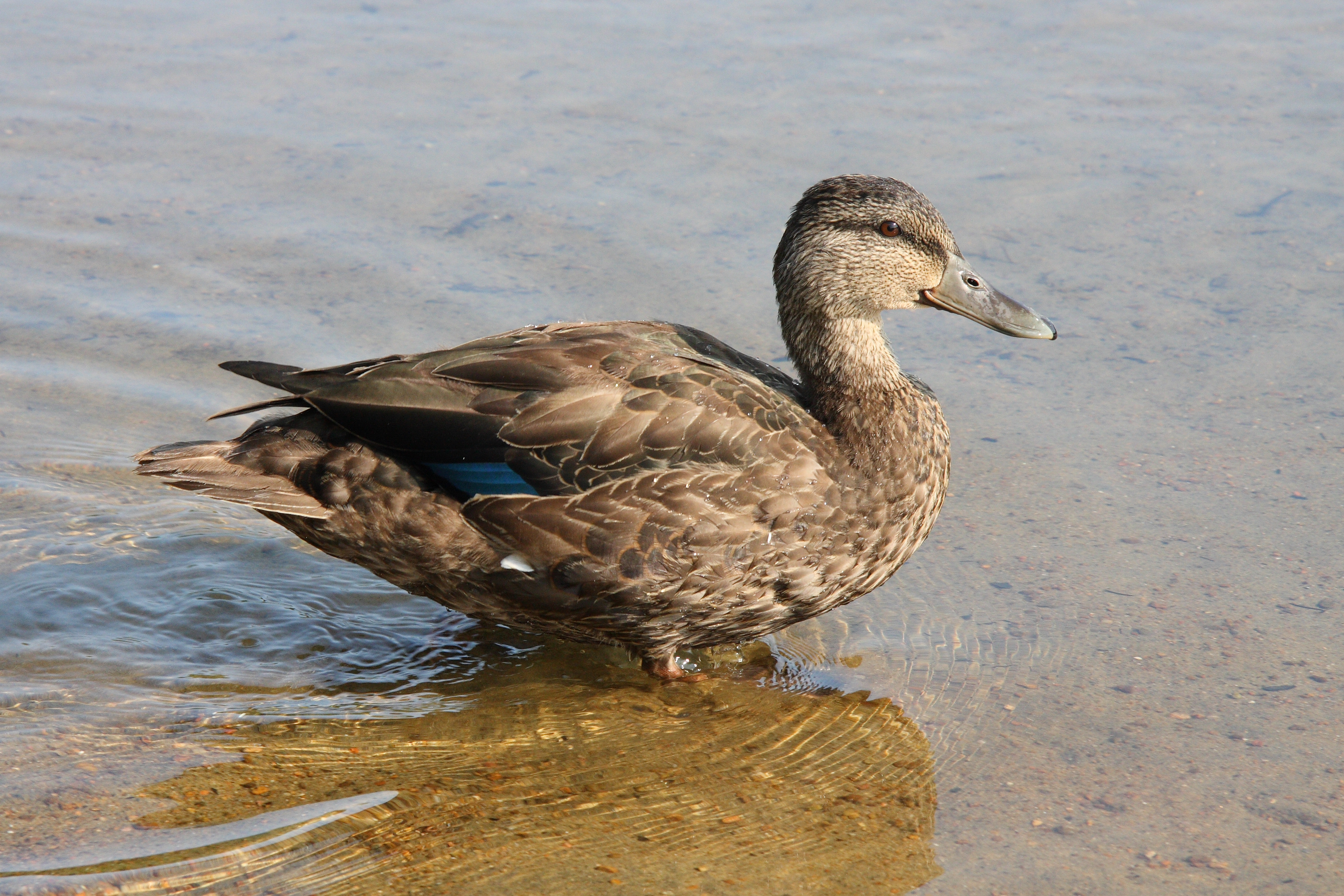
Canard noir (Anas rubripes).

Le parc national possède une faune variée. Il comprend entre autres 50 espèces de mammifères, tels que le loup de l'Est (Canis lycaon), l'orignal (Alces alces), l'ours noir (Ursus americanus), le lièvre d'Amérique (Lepus americanus), l'écureuil roux (Tamiasciurus hudsonicus), la petite chauve-souris brune (Myotis lucifugus) et la musaraigne cendrée (Sorex cinereus). Parmi ces espèces, 2 sont des artiodactyles, 13 des carnivores, 16 des rongeurs, 8 des chiroptères, 10 des insectivores et 1 relève des lagomorphes. Une seule espèce est considérée en péril, soit le loup de l'Est.
On retrouve aussi près de 180 espèces d'oiseaux, dont au moins 81 y nichent. Parmi ces espèces, on trouve 12 espèces de rapaces et 34 espèces d'oiseaux aquatiques. Les forêts de conifères sont fréquentées par le roitelet à couronne rubis (Regulus calendula), la paruline obscure (Oreothlypis peregrina), la paruline à joues grises (Oreothlypis ruficapilla), la paruline à tête cendrée (Dendroica magnolia), la grive solitaire (Catharus guttatus), le gros-bec errant (Hesperiphona vespertina) et junco ardoisé (Junco hyemalis). Les forêts mixtes sont occupées par la gélinotte huppée (Bonasa umbellus), le geai bleu (Cyanocitta cristata), la mésange à tête noire (Poecile atricapillus) et le roselin pourpré (Carpodacus purpureus). Dans les forêts de feuillu vivent la paruline couronnée (Seiurus aurocapilla), la paruline bleue (Dendroica caerulescens), la grive fauve (Catharus fuscescens), le viréo aux yeux rouges (Vireo olivaceus), le pioui de l'Est (Contopus virens) et le pic maculé (Sphyrapicus varius). Les rapaces les plus observés sont le (Pandion haliaetus), la petite buse (Buteo platypterus), la chouette rayée (Strix varia) et le grand-duc d'Amérique (Bubo virginianus). Les milieux aquatiques servent de milieu de nidification pour le garrot à œil d'or (Bucephala clangula), le grand harle (Mergus merganser), le canard noir (Anas rubripes) et finalement le plongeon huard (Gavia immer), qui est l'emblème du parc. Le parc comprend huit espèces en péril, soit l'engoulevent bois-pourri (Caprimulgus vociferus), l'engoulevent d'Amérique (Chordeiles minor), le martinet ramoneur (Chaetura pelagica), la moucherolle à côtés olive (Contopus cooperi), la paruline du Canada (Wilsonia canadensis), le faucon pèlerin (Falco peregrinus) et le quiscale rouilleux (Euphagus carolinus).
Le parc ne comprend que cinq espèces de reptiles : la tortue des bois (Glyptemys insculpta) et la tortue peinte (Chrysemys picta) et trois espèces de couleuvres, dont la couleuvre rayée (Thamnophis sirtalis). Il est aussi fréquenté par quatorze espèces d'amphibiens dont six de salamandres et huit de grenouilles. Une seule espèce est considérée en péril, soit la tortue des bois.
La plupart des lacs ont une faune piscicole relativement pauvre du fait de la jeunesse du territoire. L'omble de fontaine (Salvelinus fontinalis) est l'espèce la plus répandue des plans d'eau, elle est aussi la seule espèce de nombreux lacs, surtout au nord du parc. Les lacs à la Pèche, Isaïe, Français et Bérubé étant de plus basse altitude, présentent la plus grande biodiversité, avec des populations d'épinoche à neuf épines (Pungitius pungitius) et de chabot à tête plate (Cottus ricei). Le lac Français possède aussi la seule population d'omble chevalier (Salvelinus alpinus) du parc. Cette population est menacée par l'introduction, au début du siècle, de plusieurs espèces de poisson envahissantes, telles que le mulet à cornes (Semotilus atromaculatus). À noter que 19 espèces de poisson ont été introduites par l'homme au cours du XIXe et XXe siècles.

### Gestion des écosystèmes

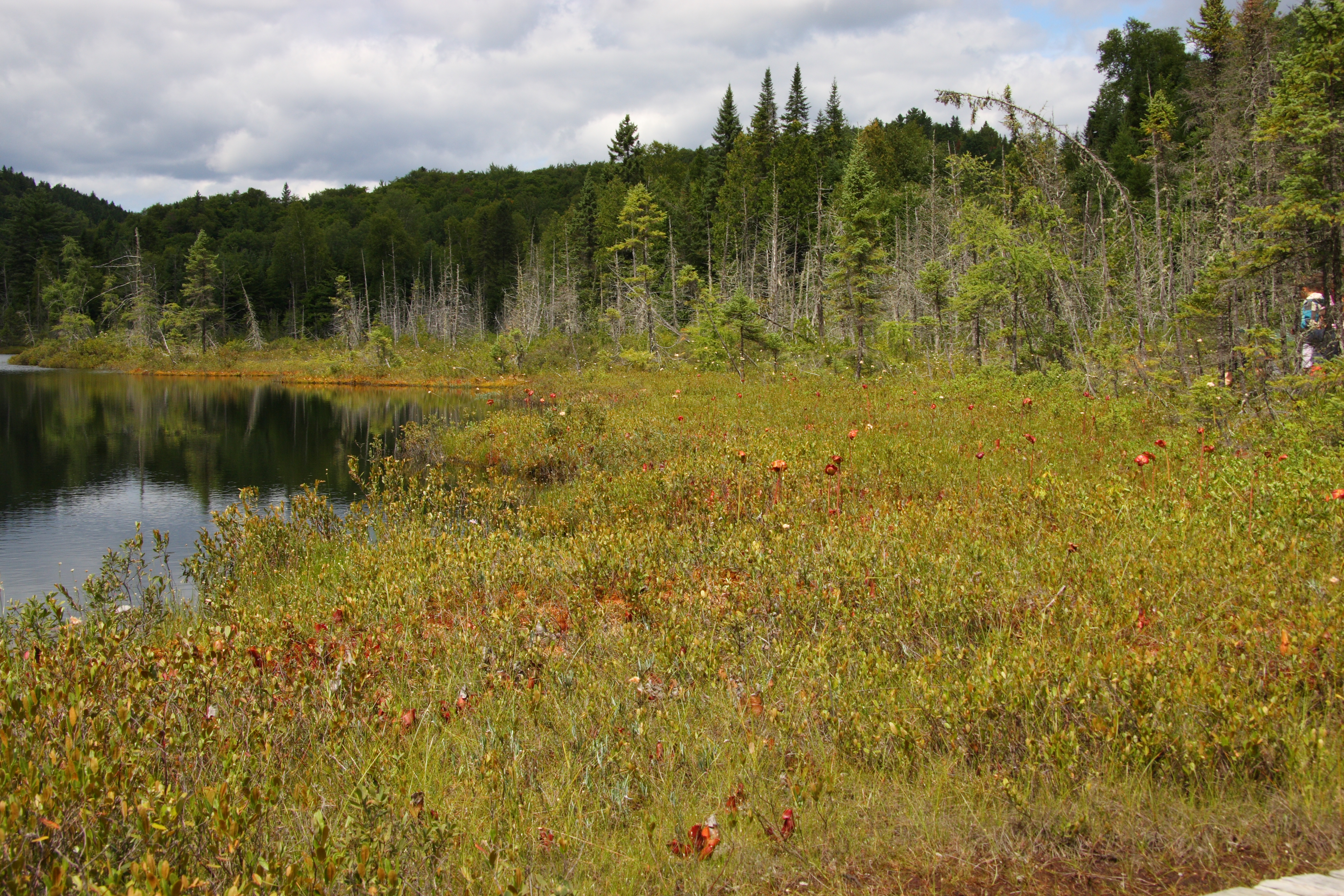
Lac de la Tourbière.

Les forêts du parc étaient autrefois dominées par le pin blanc. Les coupes forestières du XIXe siècle ainsi que la suppression des feux de forêt ont fait en sorte qu'il ne représente plus que 1 % des arbres du parc. Pour pallier cette raréfaction, le parc procède depuis 1994 à des brûlages dirigés dans le but d'éliminer les espèces concurrentes et de faciliter la germination des jeunes pousses.
De plus l'exploitation forestière les clubs de chasse et pêche ont grandement modifié les lacs et les cours d'eau par le flottage, la construction de barrages et l'introduction d'espèces exotiques de poissons. Le parc a décidé de démolir les barrages et seuils construits pour le flottage du bois dans le but de ramener les lacs à leurs niveaux naturels. Une fois ces barrages enlevés, une équipe procède au nettoyage des rives pour en enlever les débris et billes de bois laissés par le flottage dans le but de réactiver les processus naturels sur les rives du lac. Finalement ce plan prévoit l'élimination des espèces de poissons exotiques de certains lacs et leur remplacement par des souches locales d'omble de fontaine.

## Histoire

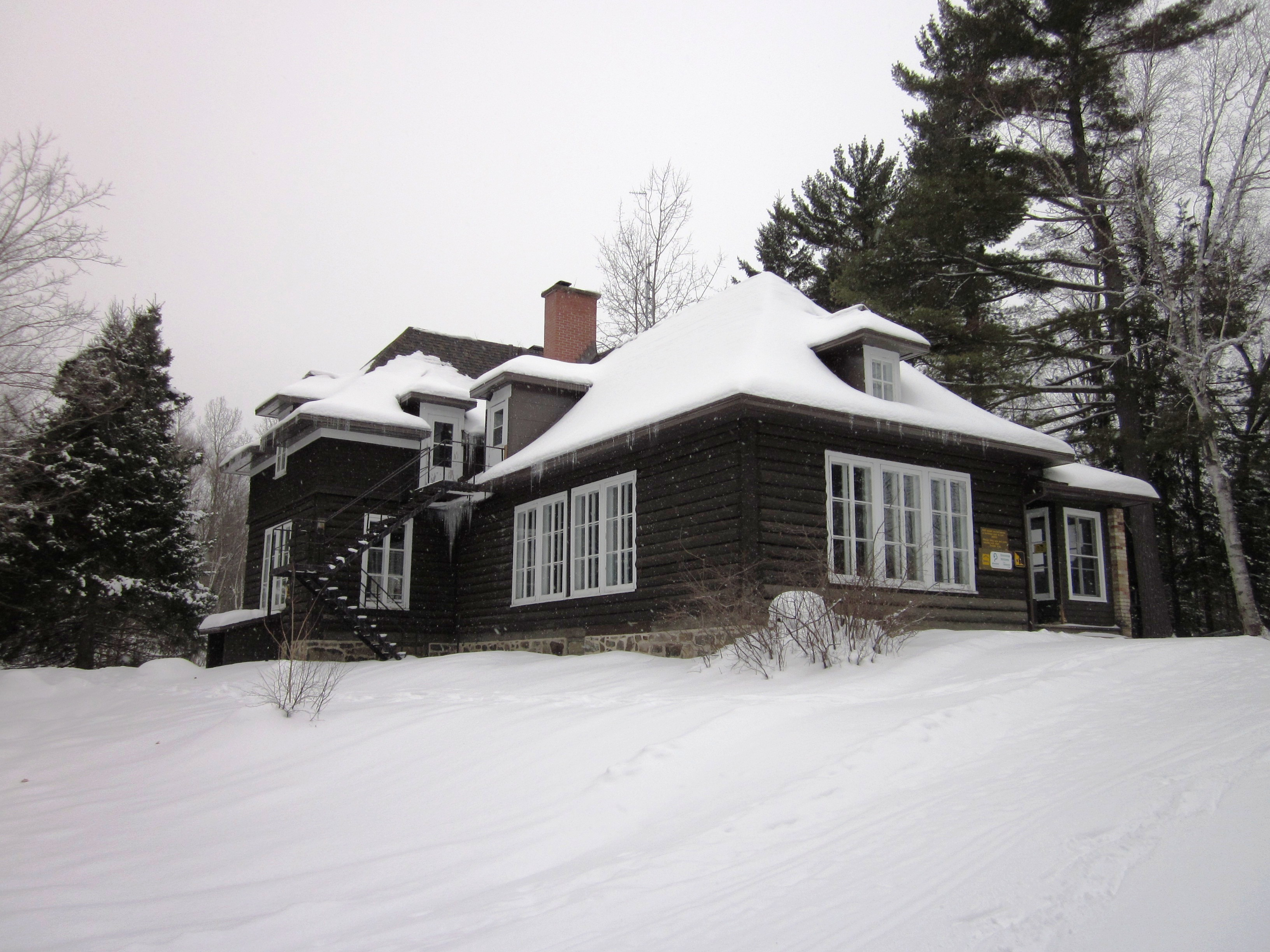
Gîte Wabenaki.

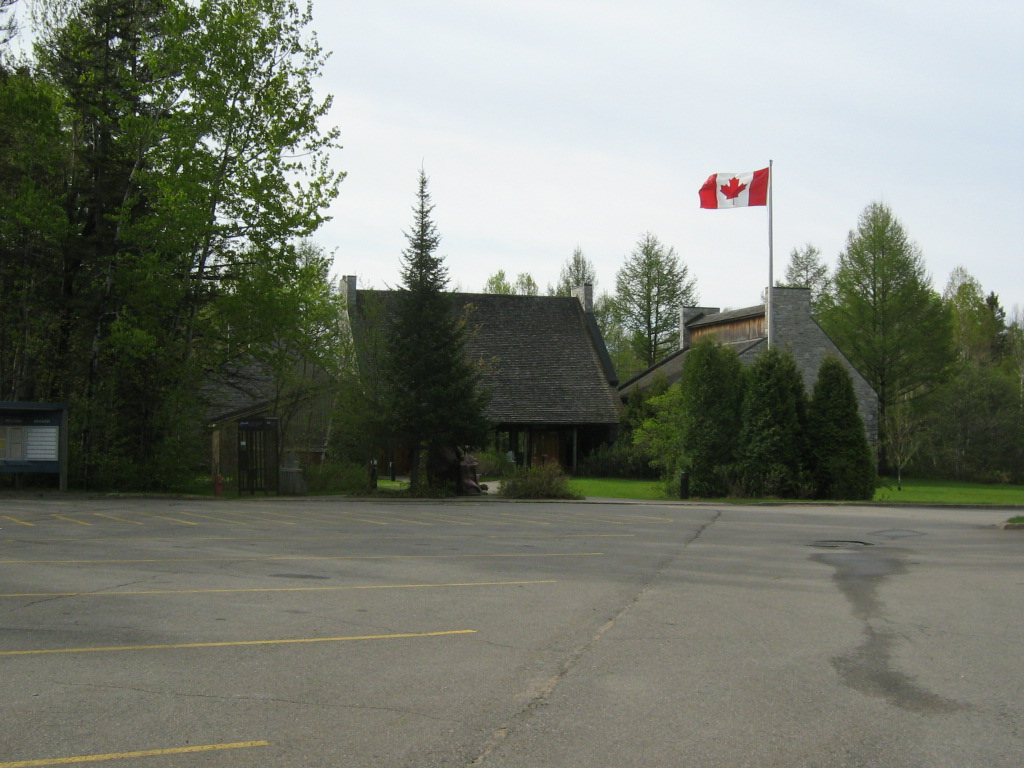
Accueil de Saint-Jean-des-Piles dans le Parc national de la Mauricie.

Les premiers vestiges humains dans le parc datent de la période archaïque, soit entre 7000 et 3 000 ans avant le présent. Les 34 sites archéologiques protohistoriques suggèrent que les Amérindiens qui fréquentaient le parc vivaient en petits groupes familiaux. Ils occupaient principalement la vallée des lacs Antigamac et Wapizagonke et y pratiquaient la pêche, la chasse et la cueillette. Une falaise du Wapizagonke contient aussi des peintures rupestres, ce qui serait l'un des rares témoins de la spiritualité des Amérindiens de cette époque. Au XVIIe siècle, les Attikameks et les Algonquins occupaient respectivement le nord et le sud du bassin du Saint-Maurice vivant principalement de trappe et de chasse. Les Abénaquis ont utilisé le territoire du parc à partir du milieu du XIXe siècle pour la chasse et le commerce.
C'est à partir du début du XIXe siècle que l'exploitation forestière commença. On commença par couper les Pins blancs et rouges pour le bois de sciage. Cette coupe dura jusqu'en 1925, où les arbres de bon diamètre devinrent rares. Au début du XXe siècle, l'industrie forestière se tourna plutôt vers le bois pour la pulpe, ce qui fit de la Mauricie l'un des plus importants producteurs de papier journal pour la première moitié du XXe siècle. En plus des coupes forestières, l'industrie modifia grandement l'équilibre des forêts en plantant de l'Épinette blanche sur 426 ha et en provoquant des feux de forêt qui ont brûlé des parties plus ou moins importantes en 1910 et 1954.

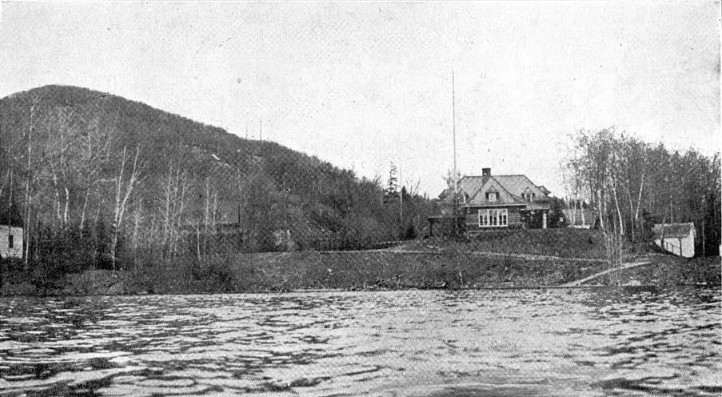
Camp du Laurentian Fish and Game Club en 1914.

Dès la fin du XIXe siècle, de riches touristes américains s'installèrent sur le territoire et ouvrirent des clubs privés de chasse et pêche. Les trois premiers sont le Shawinigan Club ouvert en 1883, le Laurentian Club, en 1886 et le Club Commodore en 1905. Deux des clubs sont fondés par Louis-Alphonse Boyer de Montréal, dont le club Winchester situé sur les bords du lac à la Perchaude. Treize autres clubs moins prestigieux s'installèrent sur le territoire du parc entre 1940 et la création du parc en 1970. Les membres de ses clubs étaient triés sur le volet et bénéficiaient du droit de chasser et pêcher sur ses territoires. Bien qu'ils permissent une certaine protection de la nature dans le territoire du parc, ces clubs ont eu pour effet d'introduire de nombreuses espèces de poissons exotiques dans les lacs. De ces clubs, il ne reste plus que les gîtes Wabenaki et Andrew, anciennes propriétés du Laurentian Club, qui sont situées sur le bord du lac à la Pêche. Ils ont été acquis par Parcs Canada en 1972 et les gîtes Wabenaki et Andrew ont été transformés en dortoirs et chambres à l'intention des visiteurs. Un chalet situé au lac des cinq, autrefois la propriété de la famille Brown est aujourd'hui utilisé par le personnel du parc.  Monsieur Boyer possède une maison au bord du lac Wapizagonke ainsi que d'autres membres de sa famille. Sa fille Antoinette Boyer achète une autre propriété à Monsieur Ham en 1925, puis à son décès, elle passe à son époux Georges-Aimée Simard, pharmacien, politicien et enfin en 1947, à sa fille Claudine Vallerand (Maman Fonfon). La maison sert aujourd'hui de maison aux biologistes.
La création du parc en 1970 provoque l'arrêt des activités des 16 clubs privés situés sur son territoire. Le parc est créé le 22 août 1970 à la suite d'une entente fédérale-provinciale.

## Activités

### Canot-camping
Le parc offre un circuit de canot-camping permettant l'accès à une douzaine de lacs de l'arrière-pays reliés par de nombreux portages. Ce circuit permet l'accès à quelque 200 emplacements de camping qui sont accessibles seulement par canot.

### Autres activités

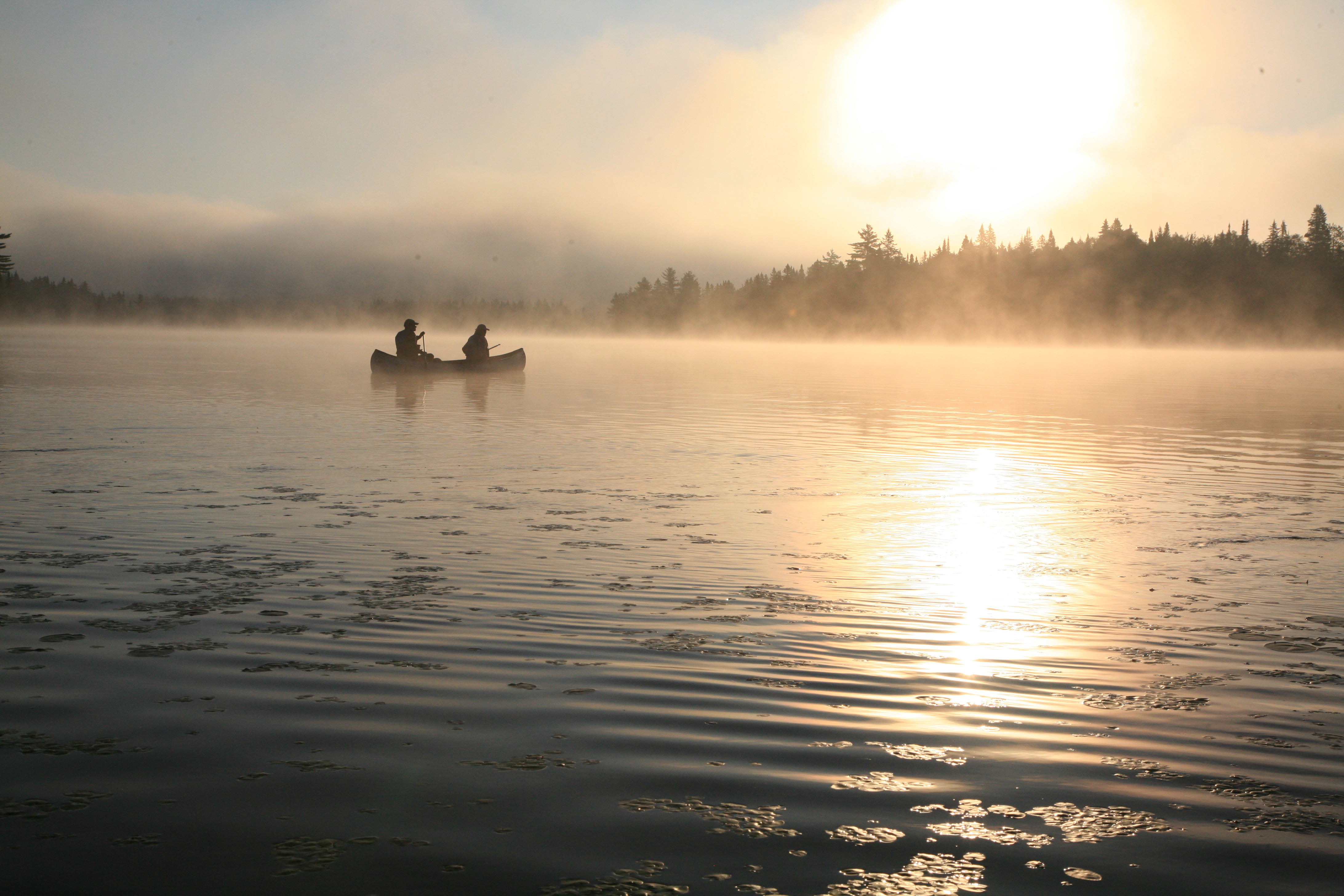
Canot sur le lac du Fou au lever de soleil.

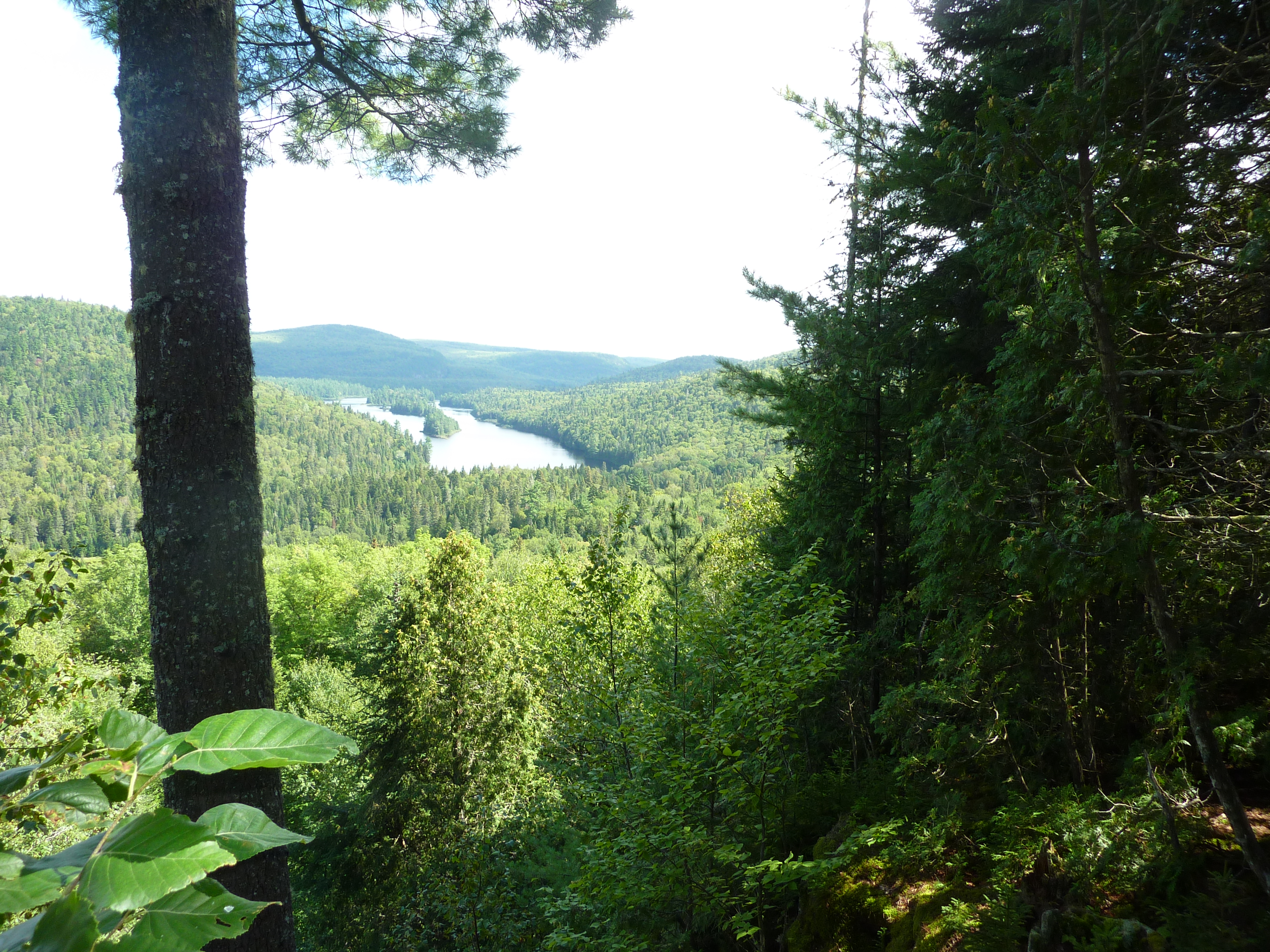
Vue sur le bassin 4.

- Baignade
- Camping
- Canot
- Kayak
- Marche en forêt
- Portage
- Rabaska
- Raquette à neige
- Ski de fond

## Autres
La chanson culte du groupe québécois Kaïn, Embarque Ma Belle, a été composée lors d'un séjour du groupe drummondvillois au Parc national de la Mauricie.

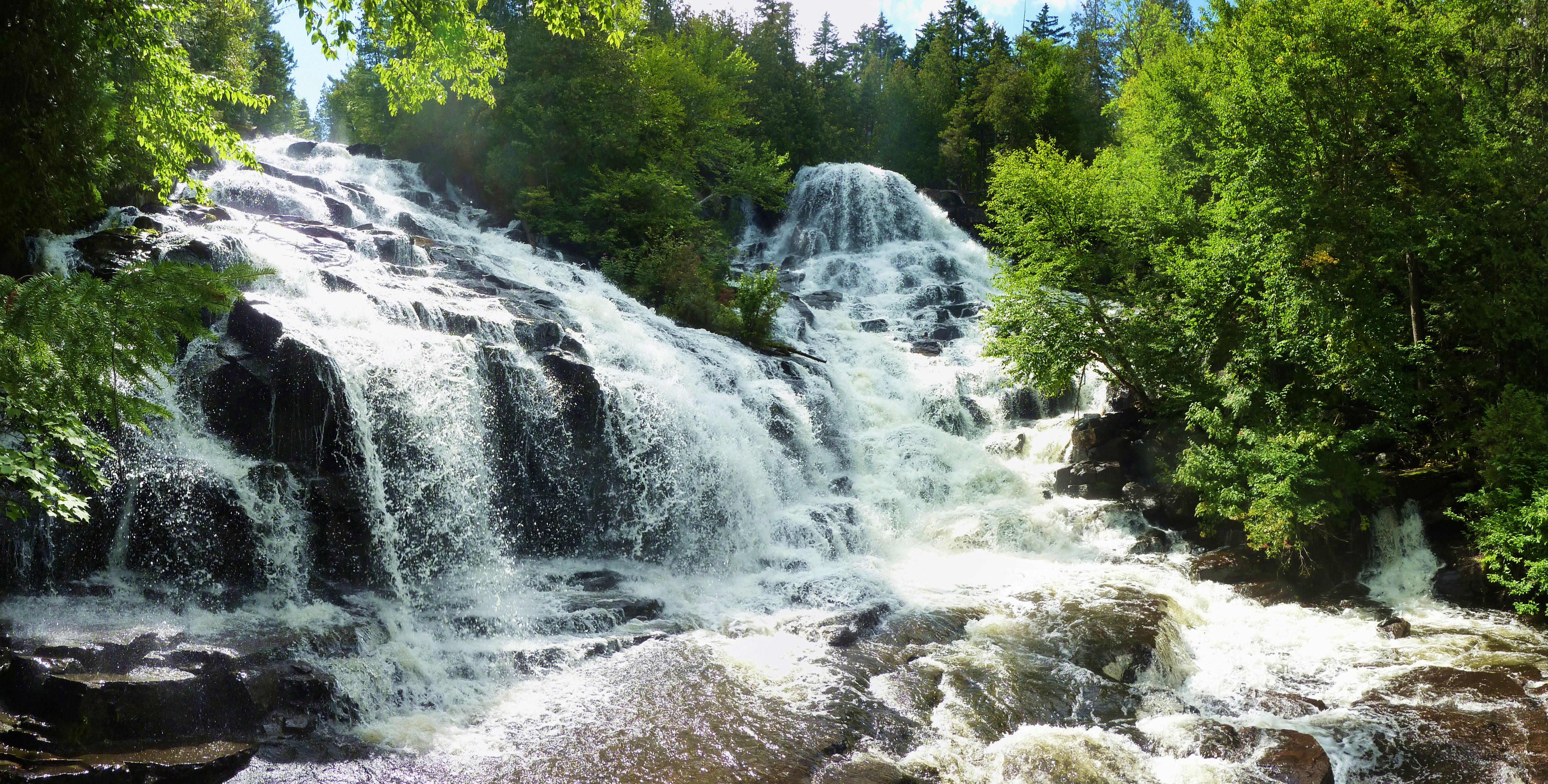
Les chutes Waber, dans le parc national de la Mauricie, au Québec (Canada). On y parvient en utilisant un sentier qui est lui-même accessible seulement en canot ou en kayak, en traversant les bassins 2, 3 et 4 du lac Wapizagonke.